# Ноздрачев, Вячеслав Анатольевич
Вячеслав Анатольевич Ноздрачев (22 июня 1983, Ростов-на-Дону) — российский пианист, композитор, педагог.

## Биография
Родился 22 июня 1983 года в Ростове-на-Дону.
Закончил Ростовскую государственную консерваторию им. С. В. Рахманинова и ассистентуру-стажировку при консерватории по классу композиции профессора В. Ф. Красноскулова.
Лауреат всероссийского конкурса имени Д. Шостаковича (Санкт-Петербург, 2006).
Член союза композиторов России.
Член правления Ростовской организации союза композиторов России.
С 2012 года по инициативе Вячеслава Ноздрачева и ростовского композитора Алексея Хевелева в залах Ростовской государственной консерватории проводится всероссийский фестиваль современной академической музыки «Одна восьмая». В фестивале принимают участие молодые композиторы из крупнейших музыкальных центров нашей страны: Москва, Санкт-Петербург, Саратов, Новосибирск, Нижний Новгород, Казань, Екатеринбург, Ростов-на-Дону. Этот фестиваль является единственным в России фестивалем молодых композиторов.
В 2013 году Вячеслав Ноздрачев был отмечен губернаторской премией за значительный вклад в развитие культуры и искусства Ростовской области.

## Сочинения
- Концерт-симфония для альта с оркестром «In Memory»
- Монолог для виолончели с оркестром «Искания художника»
- Симфоническая поэма «Меланхолия»
- Триптих памяти Шнитке для струнного оркестра
- Adagio для альта и струнных
- 3 струнных квартета
- 7 сонат для различных инструментов
- Легенда и токката для двух гитар
- Музыка для флейты, скрипки, виолончели, вибрафона и фортепиано
- «Отзвуки лета» для пяти инструментов
- Прелюдия и скерцо для кларнета соло
- Эпитафия памяти Петра Меркурьева для струнного квартета